# Heiko Butscher
Heiko Butscher (Leutkirch im Allgäu, 28 luglio 1980) è un allenatore di calcio, dirigente sportivo ed ex calciatore tedesco, di ruolo difensore, tecnico del Bochum II.

## Palmarès

### Giocatore

#### Competizioni nazionali
- Campionato tedesco di seconda divisione: 2

Bochum: 2005-2006
Friburgo: 2008-2009